# Kniaziowy Żleb
Kniaziowy Żleb (słow. Kňazový žľab) – żleb w dolinie Hlinie  w słowackich Tatrach Zachodnich. Opada spod Kniaziowej Kopy (1804 m) w południowo-zachodnim kierunku i powyżej zarastającej Polany pod Hlinikiem uchodzi do Szerokiego Żlebu. Kniaziowy Żleb jest w górnej części trawiasty, niżej porasta kosodrzewiną. Zimą schodzą nim lawiny. Żlebem spływa okresowy potok, będący lewym dopływem Wielkiego Hlińskiego Potoku.